# Tekla Bądarzewska

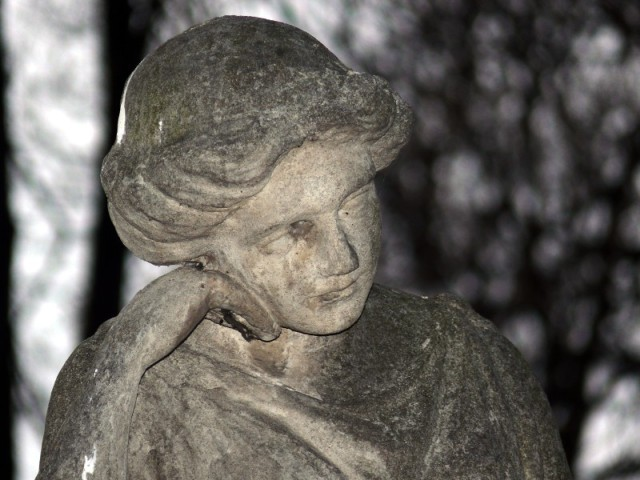
Statuia la mormântul compozitoarei (detaliu)

Tekla Bądarzewska-Baranowska (n. 1834 în Mława lângă Varșovia – d. 29 septembrie 1861 în Varșovia) a fost o compozitoare poloneză.

## Biografie
Bądarzewska s-a căsătorit cu Jan Baranowski cu care a trăit împreună nouă ani, și cu care a avut cinci copii. 
Bądarzewska devine renumită prin compoziția pentru pian Rugăciunea unei fecioare (în poloneză „Modlitwa dziewicy“), Op. 4, publicată în anul 1856). Această compoziție devine prin mai multe variante, foarte populară prin secolul XIX, fiind una dintre cele mai renumite compoziții din acea perioadă. Printre operele ei se mai pot aminti 35 de compoziții romantice pentru pian, care au ceva asemănător cu compozițiile lui Robert Schumann. 
În opera lui Kurt Weill „Aufstieg und Fall der Stadt Mahagonny“ (Înflorirea și prăbușirea orașului Mahagonny), partitura ei apare în primul act.
Melodia apare și în filmul italian din 1974 Mio Dio, come sono caduta in basso! (Doamne Dumnezeule, cât de jos am ajuns!), regia de Luigi Comencini, unde se poate vedea partitura în limba italiană La Preghiera d'una Vergine, interpretată la pian de Laura Antonelli.
Bądarzewska a decedat la vârsta de 27 ani, fiind înmormântată în cimitirul Powązki din Varșovia.

## Trivia
După numele ei „Bądarzewska“ a fost denumit un crater de impact de pe planeta Venus, vezi Lista craterelor de pe Venus .